# Ганс Гартманн
Ганс Гартманн (нім. Hans Hartmann; 16 січня 1897, Бромберг — 9 березня 1976, Нойнкірхен-Зельшайд) — німецький військово-морський діяч, контрадмірал крігсмаріне (1 червня 1943). Кавалер Німецького хреста в золоті.

## Біографія
2 жовтня 1915 року вступив добровольцем на флот. Пройшов підготовку у військово-морському училищі в Мюрвіку (1915). Служив на важкому крейсері «Фрейя», на лінійному кораблі «Тюрингія». З травня 1917 року — вахтовий офіцер на міноносцях. Після закінчення війни 22 червня 1919 року інтернований. 3 лютого 1920 року звільнений і повернувся на службу в ВМФ. З 20 вересня 1924 року — офіцер зв'язку в Свінемюнде і Стольпмюнде, з 28 вересня 1926 року — командир міноносця. З 29 вересня 1928 року командував ротою 4-го, з 29 квітня 1930 року — 3-го батальйону морської артилерії. 3 жовтня 1931 року переведений в інспекцію бойової підготовки, а 29 вересня 1933 року призначений 1-м артилерійським офіцером на лінкорі «Гессен». З 27 вересня 1934 року — артилерійський офіцер на крейсері «Кенігсберг». 9 жовтня 1935 року переведений на службу в Кільський військово-морський арсенал. З 27 вересня 1937 по 18 травня 1938 року — командир ескадреного міноносця «Георг Тіль». З 28 серпня 1938 року — начальник 5-ї дивізії ескадрених міноносців. З 1 грудня 1939 року — 1-й офіцер Адмірал-штабу в штабі командувача броненосцями. 5 квітня 1940 року очолив штаб командувача ВМС в Південній Норвегії. З 20 червня 1940 року — 1-й офіцер Адмірал-штабу в штабі командувача-адмірала в Норвегії. З 4 грудня 1941 по 15 листопада 1942 року — командир 3-ї охоронної дивізії. 16 листопада 1942 року призначений командиром важкого крейсера «Адмірал Гіппер». З 22 лютого 1943 року — начальник групи в Головному управлінні кораблебудування ОКМ. 16 березня 1943 року очолив штаб флоту, однак вже 6 червня призначений спеціальним уповноваженим ОКМ по вивільненню особового складу тилових і берегових установ. З листопада 1944 по березень 1945 року також командував морською стрілецькою бригадою «Північ». З 4 квітня 1945 року — комендант морського укріпленого району Осло-фіорд. 31 серпня 1945 року заарештований британськими військами. 19 травня 1948 року звільнений.

## Нагороди
- Залізний хрест 2-го класу (3 листопада 1918)
- Почесний хрест ветерана війни з мечами
- Медаль «За вислугу років у Вермахті» 4-го, 3-го і 2-го класу (18 років; 2 жовтня 1936) — отримав 3 нагороди одночасно.
- Медаль «У пам'ять 22 березня 1939 року»
- Застібка до Залізного хреста 2-го класу (16 жовтня 1939)
- Залізний хрест 1-го класу (13 листопада 1939)
- Нагрудний знак есмінця
- Нагрудний знак флоту
- Німецький хрест в золоті (18 серпня 1942)